# Kristianstad
Kristianstad (phát âm tiếng Thụy Điển: [kriˈɧansta], cách viết cũ Christianstad) là một thành phố thủ phủ của đô thị cùng tên trong hạt Skåne, Thụy Điển với dân số năm 2010 là 35.711 người.
Thành phố Kristianstad được lập năm 1614 bởi vua Christian IV của Đan Mạch, tên thành phố có nghĩa là 'Thành phố của tín đồ Thiên chúa giáo', là một thành phố được quy hoạch sau vụ thị xã Vä bị thiêu rụi và dời quyền thành phố của thị xã lân cận Sölvesborg đến thành phố mới. Mục đích của thành phố là bảo vệ nửa phía đông của tỉnh Đan Mạch Scania khỏi các cuộc tấn công từ Thụy Điển, và cũng là một biểu tượng quyền lực của chính vua Christian. 